# 柏德遜站
柏德遜站（英語：Patterson Station）是加拿大卑詩省本拿比一座架空列車博覽線車站，為運輸聯線收費架構中二號收費區的其中一個車站。此站坐落柏德遜大道和中央大道的交界處，並靠近本拿比中央公園的東北隅。此站於1985年12月11日聯同博覽線一起開幕，千禧線於2002年通車後亦曾駛經此站，直至當局於2016年10月22日重組架空列車網絡為止。博覽線在此站一帶為高架運行，並跟隨過去卑詩電力鐵路的中央公園市際電車走線。

## 車站設計

### 樓層
| T | 1號月台  | 博覽線往濱海站（載絲－哥靈活站）               |
| T | 島式月台 |                                                |
| T | 2號月台  | 博覽線往喬治國王站和生產路－大學站（鐵道鎮站） |
| S | 地面     | 出入口、自動售票機、驗票閘門                   |

## 接駁交通
柏德遜站外的巴士站編排如下：
| 巴士站編號 | 服務路線                  |
| ---------- | ------------------------- |
| 1          | 129號巴士，往浩鄧站方向   |
| 2          | 129號巴士，往柏德遜站方向 |